# Ezio Cavagnetto
Ezio Cavagnetto (Ivrea, 5 ottobre 1954) è un ex calciatore italiano, di ruolo attaccante.

## Carriera
Cresciuto nel Santhià, esordisce nella Serie C 1972-1973 tra le file della Cossatese, con cui retrocede in Serie D. Con i piemontesi ottiene nelle successive due stagioni due salvezze.
Nel 1975 passa alla Pro Vercelli, con cui ottiene un quarto posto nel girone A della Serie C 1975-1976 ed il nono nella Serie C 1976-1977. Lascia9 i vercellesi nel 1977 per il Como, per giocare nella Serie B 1977-1978. Con i comaschi retrocederà in terza serie ma, vincendo il campionato di Serie C1 1978-1979, tornerà immediatamente in cadetteria. La stagione seguente sarà nuovamente vincente, poiché i lariani vinceranno il torneo cadetto ottenendo la promozione in massima serie.

Cavagnetto al Perugia nell'annata 1981-1982

Lascia il Como per trasferirsi al Genoa, club con cui esordirà il 14 settembre 1980 nel pareggio esterno per 2-2 contro il L.R. Vicenza. L'esperienza in rossoblù terminerà già nell'ottobre dello stesso anno, poiché Cavagnetto tornerà al Como.
Con i lombardi esordirà in Serie A nella sconfitta esterna per 2-1 contro l'Avellino, il 26 ottobre 1980, segnando anche il gol del momentaneo vantaggio (a fine campionato saranno 4). Con i lariani otterrà la permanenza in massima serie ed il terzo posto nella Coppa Mitropa 1980-1981.
Nel 1981 passa al Perugia, con cui ottiene il sesto posto nella Serie B 1981-1982. La stagione successiva scende di nuovo di categoria, al L.R. Vicenza, ottenendo con i berici il quarto posto del girone A della Serie C1. Anche la stagione seguente scende di categoria per giocare con l'Alessandria, piazzandosi al terzo posto del girone A della Serie C2.
Torna in terza serie tra le file del Pavia, con cui otterrà il decimo posto del girone A della Serie C1 1984-1985. Nel 1985 passa alla Biellese, per disputare il Campionato Interregionale 1985-1986 e il 1986-1987; nella seconda stagione disputa 30 partite realizzando 15 reti.
Nel 1987 passa al Borgomanero, ottenendo un sesto posto nel girone A piemontese-valdostano della Promozione 1987-1988. Chiude la carriera al Viverone. In carriera ha totalizzato complessivamente 24 presenze e 4 reti in Serie A e 92 presenze e 24 reti in Serie B.

## Palmarès

### Club

#### Competizioni nazionali
- Campionato italiano Serie C1: 1

Como: 1978-1979 (girone A)
- Campionato italiano di Serie B: 1

Como: 1979-1980